# Phanerotoma brasiliensis
Phanerotoma brasiliensis är en stekelart som beskrevs av Herbert Zettel 1989. Phanerotoma brasiliensis ingår i släktet Phanerotoma och familjen bracksteklar. Inga underarter finns listade i Catalogue of Life.